# آنیشی
آنیشی (به لاتین: Anixi) یک منطقهٔ مسکونی در یونان است که در Dionisos Municipality واقع شده‌است.